# Radioquímica

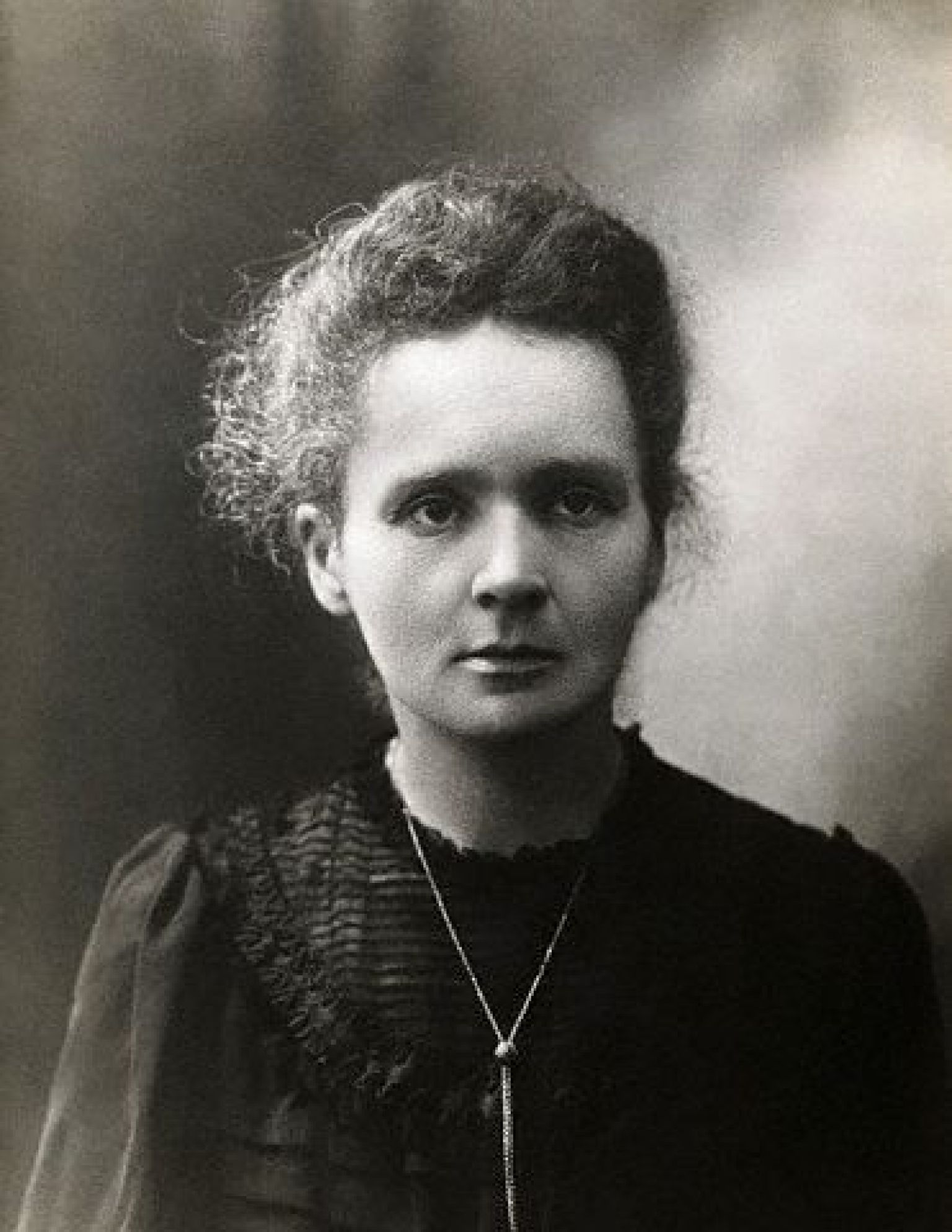
Marie Skłodowska-Curie (7 novembre 1867 – 4 juliol 1934)

La radioquímica és una part de la química nuclear que té per objectiu general l'estudi de les propietats químiques dels materials radioactius i, en particular, la producció de radionúclids i els seus composts mitjançant el processament de materials irradiats o materials radioactius naturals, l'aplicació de tècniques químiques pels estudis del nucli atòmic, i l'aplicació de la radioactivitat a la investigació química, bioquímica i biomèdica.

## Història
El descobriment casual el 1896 de la radioactivitat per part del físic francès Antoine Henri Becquerel (1852-1908) marcà el principi de l'era nuclear. Tot just dos anys, el 1898, després les experiències dels esposos Marie Curie (1867-1934) i Pierre Curie (1859-1906) representen el naixement de la radioquímica. A partir de l'observació que els minerals d'urani mostraven amb més intensitat el fenomen de la radioactivitat que les sals d'urani del laboratori, deduïren que havien d'existir en aquests minerals altres elements radioactius. Els seus treballs van conduir al descobriment de dos elements nous, el poloni i el radi, que es formen a partir de la transformació dels nuclis d'urani.

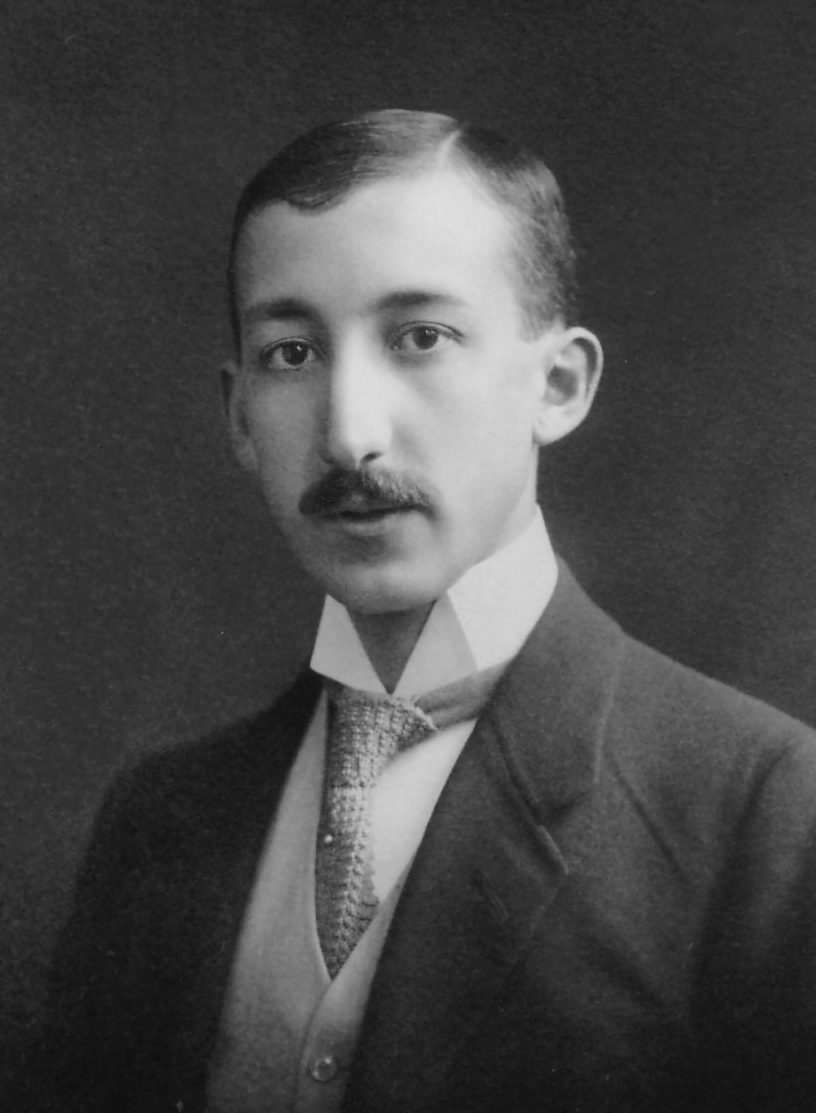
Hevesy György, Georg Karl von Hevesy o George de Hevesy (1885 - 1966)

En els primers anys del segle XX les tècniques radioquímiques intervingueren activament en la caracterització dels fenòmens nuclears, com ara en la demostració que les partícules alfa són nuclis d'heli. Uns anys després, el 1913, George de Hevesy (1885-1966) i Friedrich Paneth (1887-1951) empraren un radioisòtop natural del plom, el Pb-210, format a partir de la sèrie de transformacions que s'inicien en el U-238, per determinar la solubilitat del sulfur de plom(II) i del cromat de plom(II), la qual cosa constituí la primera aplicació dels radioisòtops.
El 1923 de Hevesy estudià el metabolisme de les plantes mitjançant el radionúclid plom 212 que l'emprà com a traçador. L'aplicació dels traçadors radioactius a altres branques de la biologia l'anà desenvolupant en els següents anys. També dugué a terme estudis amb animals i publicà els resultats el 1948.
El 1929, G. de Hevesy i R. Hobbie dissenyaren la tècnica analítica de la dilució isotòpica. Amb l'objectiu d'analitzar el contingut de plom en roques addicionaren plom radioactiu, Pb-210, i després separaren tot el plom i analitzaren la seva activitat radioactiva respecte de la massa total de plom; la disminució de l'activitat era deguda al fet que hi havia una part de plom no radioactiu, i d'aquí se'n podia determinar la seva quantitat. Per les investigacions sobre l'ús d'isòtops com a indicadors en la investigació dels processos químics, Hevesy fou guardonat amb el Premi Nobel de Química de 1943.
El 1932 Ernest Orlando Lawrence (1901-1958) i Milton Stanley Livingston (1905-1986) publicaren el disseny del primer accelerador de partícules, el ciclotró, que permetia incrementar l'energia cinètica de partícules de poca massa (inicialment protons i nuclis d'heli) per fer-les xocar després contra nuclis més massius de diferents elements químics i produir reaccions nuclears. D'aquesta manera es podien crear nous nuclis que no existien a la naturalesa. El ciclotró és l'accelerador de partícules més emprat en l'actualitat per a la producció de radionúclids. Per aquest treball Lawrence fou guardonat amb el Premi Nobel de Física del 1939.

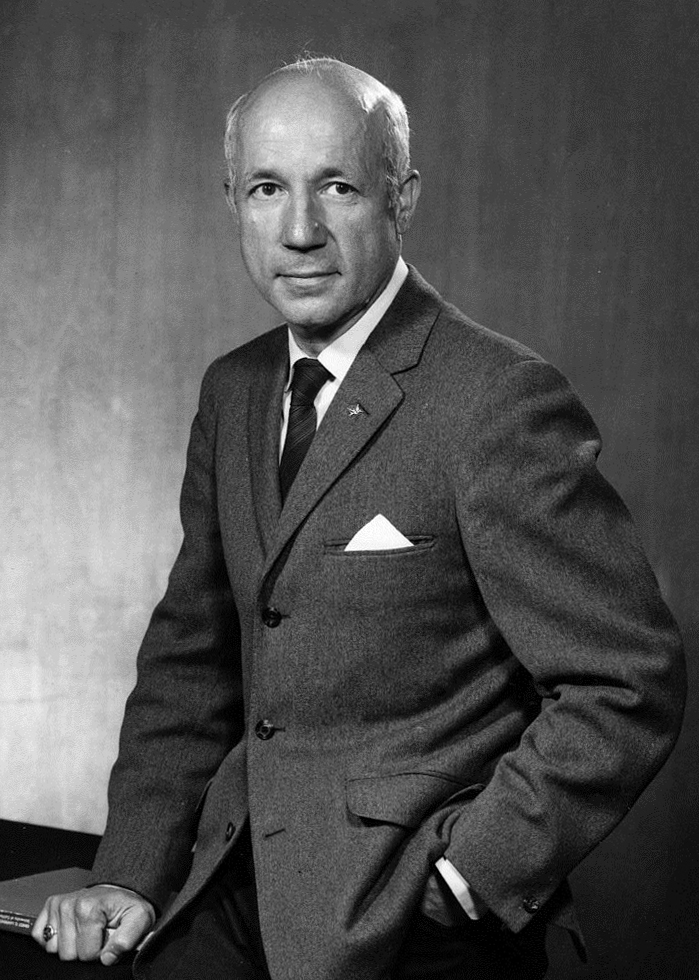
Melvin Calvin (1911-1997) en la dècada dels 60.

El camp d'aplicació de la radioquímica s'estengué notablement a partir de 1934, amb el descobriment de la radioactivitat artificial per part dels físics francesos Irène Curie (1897-1956) i Fréderic Joliot (1900-1958), ja que aviat fou possible obtenir radioisòtops de la major part dels elements naturals. Ambdós foren guardonats amb el Premi Nobel de Química del 1935.
En el camp de la bioquímica una de les primeres i més destacades aplicacions fou el descobriment del cicle de Calvin. El químic nord-americà Melvin Calvin (1911-1997) i els seus col·laboradors mantingueren, en una investigació entre 1949 i 1957, durant uns segons plantes en creixement en una atmosfera de diòxid de carboni marcat amb carboni 14. Després realitzaren l'extracció del màxim nombre de compostos de la planta suposant que aquells que tinguessin carboni 14 serien els primers productes que es produeixen a la fotosíntesi. Gràcies al fet que pogueren seguir la pista del carboni que provenia del diòxid de carboni pogueren establir un mecanisme per a la fotosíntesi on es combina el diòxid de carboni amb l'aigua i, mitjançant la llum solar, es produeixen glúcids, és l'anomenat cicle de Calvin. Calvin fou guardonat amb el Premi Nobel de Química de 1961 gràcies a aquesta investigació.

## Aplicacions

### Aplicacions químiques
En la investigació química els radioisòtops són importants per ajudar a determinar mecanismes de reaccions. Per exemple la reacció entre el iodur i el periodat,
{\displaystyle 2\,I^{-}\,+\,IO_{4}^{-}\,+\,H_{2}O\quad \longrightarrow \quad I_{2}\,+\,IO_{3}^{-}\,+\,2\,OH^{-}}
s'observa l'alliberament de diiode, {\textstyle I_{2}}, que pot provenir del iodur, {\displaystyle I^{-}}, del periodat, {\displaystyle IO_{4}^{-}}, o d'ambdós a la vegada. Per aclarir-ho es pot preparar un dels dos reactius que contenen iode amb un radionúclid de iode, i l'altre no, per exemple el iodur, {\displaystyle {}^{*}I^{-}} En principi la reactivitat química no es veu afectada pel iode radioactiu o l'estable. Després de realitzar la reacció s'observa que tot el iode radioactiu es troba al diiode, {\textstyle {}^{*}I_{2}}, i no n'hi ha gens al iodat, {\textstyle IO_{3}^{-}}.
El iode radioactiu ha actuat de traçador en aquest exemple. Altres radionúclids emprats com a traçadors són l'oxigen 18, el nitrogen 15, el carboni 14, el carboni 13 i el deuteri.
És important l'ús d'isòtops radioactius en química analítica, ja que permet millorar mètodes clàssics, controlar-los i emprar nous mètodes. Així d'una mostra d'un determinat element natural se'n pot mesurar la seva massa mitjançant la determinació de la seva activitat radioactiva comparant-la amb l'activitat d'una altra mostra de massa coneguda.
Es pot emprar l'activació, mètode d'anàlisi basat en la mesura de la radioactivitat induïda en un element químic com a conseqüència d'haver pres part en una reacció nuclear. La mostra a analitzar és sotmesa a bombardeig amb neutrons en un reactor nuclear o en algun altre tipus de dispositiu productor d'aquestes partícules. L'anàlisi per activació pot ésser realitzada també amb deuterons, amb protons o amb altres partícules. Per captació de neutrons, els diferents elements es converteixen en isòtops de massa augmentada en una unitat. Si els nuclis d'aquests isòtops són inestables, es desintegren espontàniament amb aparició d'activitat radioactiva, la mesura de la qual, amb els detectors que corresponguin al tipus de partícules emeses, permet de determinar la concentració en element activat, si només n'hi ha un a la mostra. Quan n'hi ha presents més d'un, la concentració de cadascun pot ésser determinada en casos òptims a partir de la mesura de la variació de l'activitat en funció del temps (anàlisi cinètica), coneguda la vida mitjana de cada isòtop actiu produït, en altres casos hom ha de recórrer a separacions prèvies per via química abans de mesurar l'activitat, o bé cal deixar passar el temps suficient perquè arribi a anul·lar-se la dels elements de vida mitjana més breu. És molt útil quan s'han de determinar elements traça difícils de determinar mitjançant altres mètodes.
Un altre mètode és la dilució isotòpica, emprada per a la determinació quantitativa d'elements o composts presents en mescles complexes, per addició a aquestes d'una quantitat pesant d'un isòtop radioactiu (d'activitat específica A1) de l'element a determinar, i mesura de l'activitat final A₂ d'aquest element o d'un derivat seu, aïllat de la mescla problema i purificat.

### Aplicacions bioquímiques
En bioquímica s'utilitzen els isòtops per a determinar mecanismes de reaccions bioquímiques, com l'esmentat cicle de Calvin; el fòsfor 32 s'empra per a determinar mecanismes d'absorció i transport de l'ió fosfat en els vegetals; es poden emprar fer fer el seguiment de pesticides emprats en el tractament d'aliment per a animals, com ara vaques, per després seguir-los a través de la llet fins als consumidors finals; el radioimmunoassaig és una tècnica d'anàlisi serològica molt sensible, emprada per a la determinació quantitativa in vitro de molècules de fluids i teixits biològics (pèptids, esteroides, prostaglandines, nucleòtids, etc), considerats com a antígens.

### Aplicacions biomèdiques
La radiació emesa per un radioisòtop pot donar una imatge d'un òrgan en el qual es concentri dit radioisòtop la qual cosa permet descobrir alteracions impossibles d'observar mitjançant altres tècniques. Per exemple, el carboni 11 s'empra en exploracions del cervell; el crom 51 es fa servir per a la determinació del volum sanguini; el cobalt 57 per a l'estudi de la incorporació de la vitamina B₁₂; el gadolini 153 s'usa per a la determinació de la densitat òssia; el gal·li 67 és emprat en l'exploració de tumors pulmonars; el iode 123 per obtindre imatges de la glàndula tiroide i detectar hipertiroïdisme o hipotiroïdisme; el ferro 59 s'empra per a l'estudi de l'anèmia; el fluor 18 s'empra per a detectar tumors; el fòsfor 32 és utilitzat per a la detecció de càncers de pell o oculars; el seleni 75 s'empra en l'exploració del pàncrees; el sodi 24 s'empra per a fer un seguiment de la circulació sanguínia; el tecneci 99 s'empra per observar el cervell, el fetge, la medul·la òssia, el ronyó i el cor, el tal·li 201 és usat per la determinació de problemes cardíacs; el triti permet conèixer el volum d'aigua total del cos; i el xenó 133 és emprat en la visualització dels pulmons.
Aquests radioisòtops s'han d'administrar formant part d'un compost químic que pugui ser absorbit i metabolitzat per l'organisme. Així, el fluor 18, formant un complex amb una molècula de glucosa s'empra per a detectar tumors, ja que les cèl·lules canceroses empren més energia, ja que es reprodueixen molt ràpidament, per la qual cosa absorbeixen molta glucosa. Un altre exemple és el radioisòtop oxigen 15: formant dioxigen, {\textstyle {}^{15}O_{2}}, s'empra per avaluar el consum d'oxigen; inclòs a la molècula de diòxid de carboni, {\textstyle C^{15}O_{2}}, o a la d'aigua, {\textstyle H_{2}^{15}O}, s'utilitza per estudiar el flux sanguini regional; i formant monòxid de carboni, {\textstyle C^{15}O}, permet estudiar el volum sanguini regional.